# 三星Galaxy Tab S2 8.0
三星Galaxy Tab S2 8.0 LTE/Wi-Fi是一款基於Android 5.0.1作業系統的8吋平板電腦，由三星電子生產。它屬於三星Galaxy S系列，於2015年7月20日宣布，並於同年9月3日與三星Galaxy Tab S2 9.7一同發布。它有單獨Wi-Fi和Wi-Fi +。4G版本已停產。

## 歷史
Galaxy Tab S2 8.0於2015年7月20日在三星新聞發布會上宣布推出。這款平板電腦於2015年9月3日發布
在2016年末， 三星電子發布了更新的型號，名為Tab S2 VE 8.0，用更新的Snapdragon 652 SoC取代了舊的Exynos 5433 SoC。除了一些小的軟件更新和Android Nougat之外，軟硬體與之前的型號(Tab S2)大致相同。